# Érosion génétique

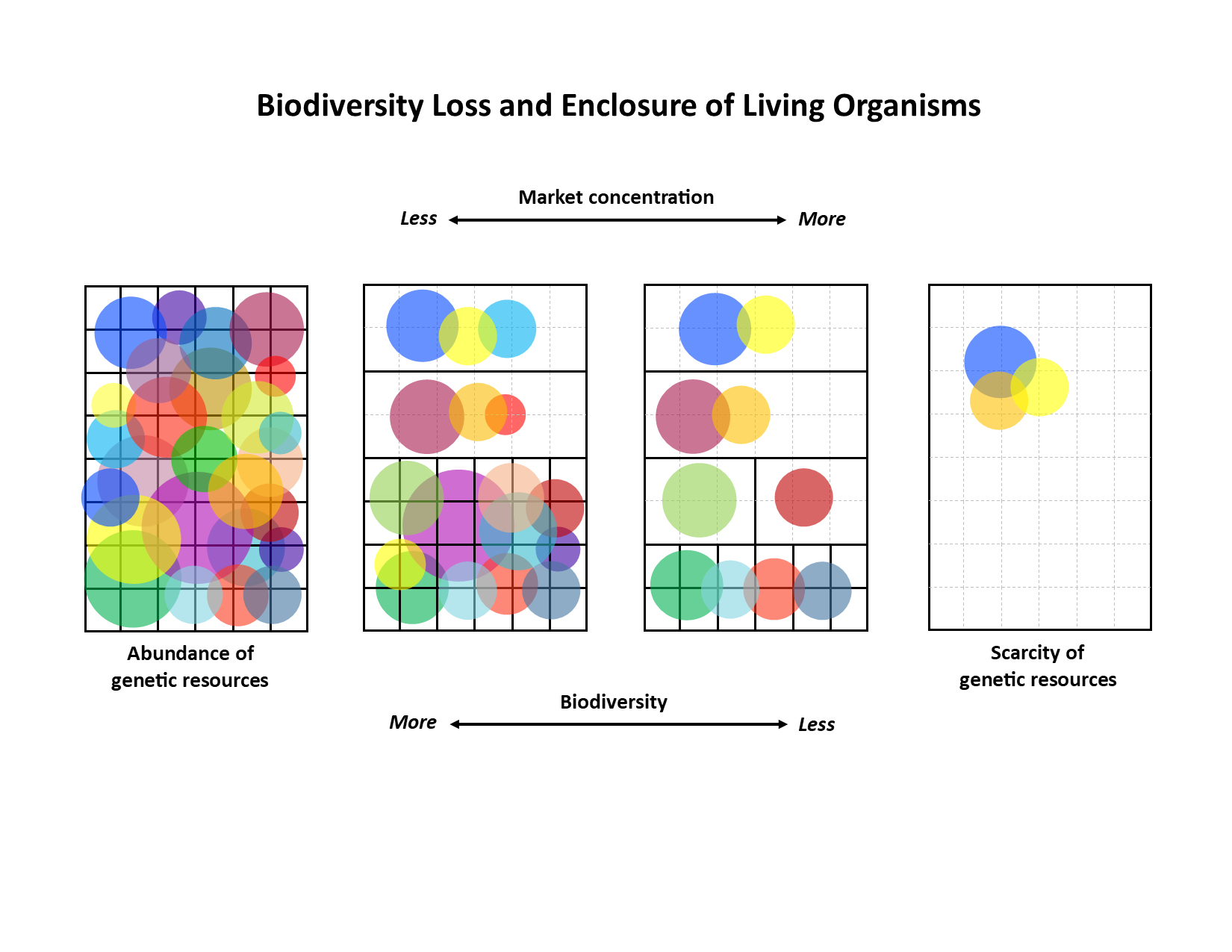
Schéma illustrant l'érosion génétique

L'érosion génétique désigne la réduction de la diversité génétique au sein des populations et entre celles-ci au fil du temps, souvent à cause d'interventions humaines ou de modifications environnementales. Cette diminution de la diversité génétique peut réduire la capacité des espèces à résister aux maladies, aux changements climatiques et à d'autres pressions environnementales.

## Causes de l'érosion génétique
La principale cause de l'érosion génétique est le remplacement des variétés locales par des variétés améliorées ou exotiques. Ce phénomène réduit la diversité génétique des cultures et des espèces cultivées, augmentant ainsi leur vulnérabilité aux différents facteurs environnementaux. D'autres facteurs contribuent également à l'érosion génétique, parmi lesquels :
- Changement climatique : Les variations climatiques modifient les habitats naturels, affectant ainsi la survie et la reproduction des espèces.
- Apparition de nouveaux ravageurs et maladies : L'introduction de nouvelles espèces pathogènes peut décimer des populations non adaptées.
- Dégradation de l'environnement : La pollution, la déforestation et l'urbanisation détruisent les habitats naturels, ce qui réduit les populations et leur diversité génétique.
- Urbanisation et déforestation : Ces activités humaines fragmentent les habitats, isolant les populations et limitant les échanges génétiques.

## Conséquences de l'érosion génétique
La perte de diversité génétique entraîne plusieurs conséquences négatives, notamment :
- Réduction de la résilience : Les populations deviennent moins capables de s'adapter aux changements environnementaux et aux nouvelles menaces.
- Augmentation de la consanguinité : La reproduction entre individus apparentés peut entraîner l'expression de gènes délétères, ce qui réduit la vitalité des populations.
- Perte de services écosystémiques : La diminution de la diversité génétique affecte des fonctions écologiques essentielles, telles que la pollinisation et la régulation des cycles nutritifs.

## Mesures de conservation
Pour préserver la diversité génétique, plusieurs stratégies de conservation peuvent être mises en œuvre :
- Conservation in situ : La conservation des populations dans leur environnement naturel, permettant une évolution et une adaptation continues.
- Conservation ex situ : Le stockage d'échantillons génétiques dans des banques de semences ou des collections de plasma germinatif pour une utilisation future.
- Programmes de reproduction assistée : L'utilisation de techniques de reproduction pour augmenter la diversité génétique des populations en captivité.
- Éducation et sensibilisation : Informer le public et les décideurs sur l'importance de la diversité génétique et les menaces qui pèsent sur elle.

La FAO (Organisation des Nations unies pour l'alimentation et l'agriculture) souligne l'importance de la diversité génétique pour la sécurité alimentaire mondiale et encourage les efforts de conservation à l'échelle internationale.